# FBXW2
FBXW2‏ (F-box and WD repeat domain containing 2) هوَ بروتين يُشَفر بواسطة جين FBXW2 في الإنسان.